# Hollywood

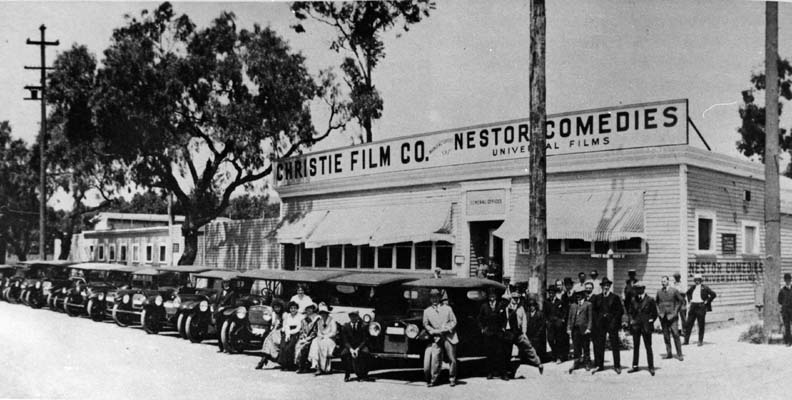
Nestor Studio, pierwsze studio filmowe w Hollywood (1912)

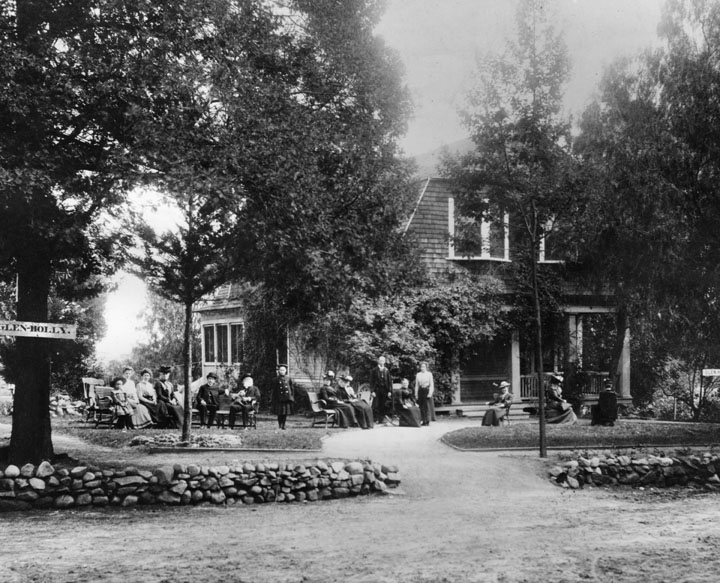
Glen-Holly Hotel, pierwszy hotel w Hollywood, na narożniku, gdzie obecnie jest ulica Yucca Street. Został wzniesiony w 1890 roku

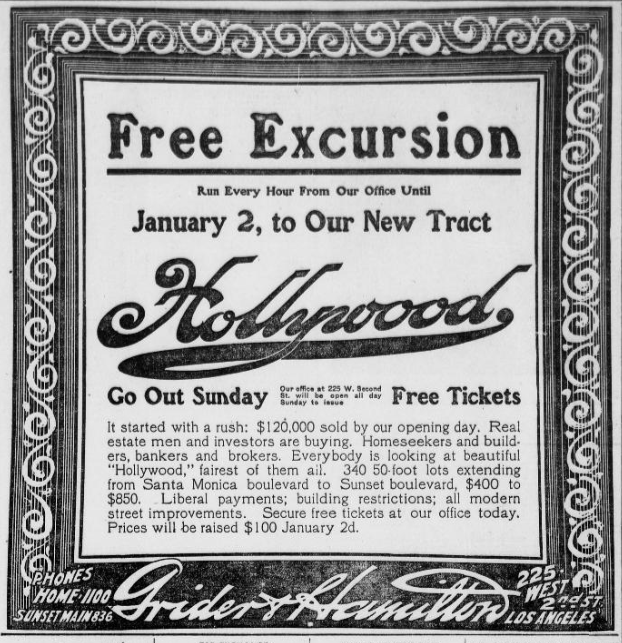
Reklama gazetowa sprzedaży gruntów w Hollywood z 1908 roku

Hollywood, czasem nieformalnie Tinseltown – dzielnica miasta Los Angeles w Stanach Zjednoczonych i najważniejszy ośrodek amerykańskiej kinematografii. Słowo Hollywood jest używane jako skrótowa nazwa dla amerykańskiego przemysłu filmowo-telewizyjnego bez względu na miejsce kręcenia.
Hollywood był niewielką wspólnotą w roku 1870, natomiast w 1903 roku został przemianowany na gminę. W roku 1910 nastąpiło oficjalne przyłączenie Hollywood do Los Angeles, niedługo później zaczęto rozwijać tam przemysł filmowy.

## Historia

### Wczesna historia i rozwój
Powstanie Hollywood zaczęło się od wybudowania z suszonej cegły pierwszej chaty pod Los Angeles w 1853 roku. Szybko rozwinęła się tu uprawa zbóż i do 1870 roku powstała dobrze prosperująca społeczność rolnicza. Obszar znany był jako Cahuenga Valley, nazwany tak od przełęczy położonej w górach Santa Monica.
Według pamiętnika H.J. Whitleya, znanego później jako „ojciec Hollywoodu”, prawdopodobnie podczas jego podróży poślubnej w 1886 roku stanął na szczycie wzgórza z widokiem na dolinę. Wtedy nadjechał Chińczyk wozem do przewozu drewna. Mężczyzna wysiadł z wozu i ukłonił się. Whitley zapytał Chińczyka co robi, na co tamten odpowiedział: „I holly-wood”, czyli 'I am hauling wood' (wiozę drewno). H.J. Whitley postanowił nadać swojemu miastu nazwę Hollywood. Pierwszy człon nazwy, Holly, miał nawiązywać do Anglii zaś drugi człon nazwy, wood (drewno), odnosił się do szkockiego pochodzenia Whitleya.
W 1880 roku Whitley zakupił od E.C. Hurda ranczo o powierzchni 500 akrów. Z czasem zaczął rozwijać ten teren i w 1902 roku założył Hollywood Hotel aby przyciągnąć potencjalnych klientów chcących kupić ziemię. Ten światowej sławy hotel był ośrodkiem obywatelskiego i społecznego życia oraz domem dla wielkich artystów przez wiele lat. Na terenie tym zostało założone oświetlenie elektryczne, w tym doprowadzono energię elektryczną i wybudowano bank, jak również do użytku została oddana droga do Cahuenga Pass. Oświetlenie zostało założone na obszarze kilku przecznic w dół alei Prospect Avenue. Ziemia Whitleya została skoncentrowana na Highland Avenue. W 1918 roku temu terenowi Whitley nadał nazwę Whitley Heights.
Daeida Wilcox prawdopodobnie wymyśliła nazwę Hollywood inspirując się nazwą Holly Canyon (obecna nazwa: Hollywood Lake), gdzie mieszkał jej sąsiad Ivar Weid, inwestor i przyjaciel Whitleya. Zaproponowała tę nazwę swojemu mężowi Harveyowi H. Wilcoxowi. W sierpniu 1887 roku Wilcox złożył w biurze hrabstwa Los Angeles ofertę sprzedaży ziemi o nazwie „Hollywood, California” wraz z mapą parceli. Wilcox pragnął być pierwszym który sprzeda tę ziemię, ale na początku procesu sprzedaży tego gruntu odpadł w tym samym roku, a cena parceli Hollywood zaczęła rosnąć.
Do 1900 roku w tym regionie powstały urząd pocztowy, redakcja gazety, hotel i dwa rynki. Środkiem alei Prospect Avenue poprowadzono jednotorową linię tramwajową, ale częstotliwość była niska. Rozwijająca się firma Whitleya sprzedała jeden z pierwszych obszarów mieszkalnych, Ocean View Tract.
Gmina Hollywood została włączona do miasta Los Angeles w dniu 14 listopada 1903 roku, stosunkiem 88 głosów za i 77 przeciw.
W roku 1910 miasto głosowało za przyłączeniem do Los Angeles w celu dostatecznego zaopatrzenia w wodę oraz by uzyskać dostęp do sieci kanalizacyjnej LA. W wyniku aneksji zmieniono nazwę alei Prospect Avenue na Hollywood Boulevard.

### Przemysł filmowy
W 1912 roku powstały wytwórnie filmowe w Los Angeles i jego bliskich okolicach. W pierwszej połowie pierwszej dekady dwudziestego wieku patenty na kilka kluczowych wynalazków umożliwiających kręcenie i projekcje filmów należały do utrzymywanej przez Thomasa Edisona firmy Motion Picture Patents Company z siedzibą w New Jersey. Filmowcy często byli pozywani do sądu i zmuszani do zaprzestania produkcji filmów bez pozwolenia. Aby tego uniknąć, filmowcy zaczęli przenosić się na zachód, gdzie nie można było egzekwować patentów na wynalazki Edisona. Warunki pogodowe i łatwy dostęp do różnych plenerów były atutami Hollywood, co spowodowało, że Los Angeles stało się stolicą przemysłu filmowego.
Pierwszym reżyserem pracującym w Hollywood był David Wark Griffith. Tutaj dla wytwórni filmowej Biograph Company nakręcił swój pierwszy trwający siedemnaście minut film pt. In Old California.
W Hollywood przed przyłączeniem do Los Angeles obowiązywał zakaz budowy kin, jednak ograniczenie to nie dotyczyło Los Angeles. Pierwsze studio filmowe w Hollywood Nestor Motion Picture Company zostało założone w dniu 26 października 1911 roku.

### Rozwój dzielnicy
W 1923 roku na wzgórzach Hollywood umieszczono napis składający się z dużych liter i tworzących słowo HOLLYWOODLAND, którego celem była reklama rozwoju budownictwa mieszkaniowego na tym terenie. Z czasem znak niszczał, więc w 1949 Hollywood Chamber of Commerce zawarło umowę z miastem Los Angeles, aby znak naprawić i odbudować. Umowa zawierała również usunięcie czterech liter “LAND” aby znaczenie odnosiło się do dzielnicy Hollywood, a nie jak dotychczas do budownictwa.
W 1956 roku przy Vine Street, na północ od Hollywood Boulevard, został wybudowany Capitol Records Building, a dwa lata później wybudowano chodnik Hollywood Walk of Fame jako hołd dla artystów i innych znaczących współpracowników branży rozrywkowej. Budowa pierwszych gwiazd na chodniku rozpoczęła się 8 lutego 1960 roku.
W 1985 roku Hollywood Boulevard umieszczono w National Register of Historic Places.

## Wybrane atrakcje turystyczne
- CBS Columbia Square
- Charlie Chaplin Studios
- Cinerama Dome
- Crossroads of the World
- Dolby Theatre
- Earl Carroll Theatre (Nickelodeon on Sunset)
- El Capitan Theatre
- Frederick's of Hollywood
- Gower Gulch
- Grauman’s Egyptian Theatre
- Hollywood & Western Building
- Hollywood and Highland Center
- Hollywood and Vine
- Hollywood Forever Cemetery
- Hollywood Heritage Museum
- Hollywood Palladium
- Hollywood Masonic Temple
- Hollywood Museum
- Hollywood Walk of Fame
- Hollywood Wax Museum
- Knickerbocker Hotel
- Madame Tussauds Hollywood
- Musso & Frank Grill
- Pantages Theatre
- Roosevelt Hotel
- Sunset Gower Studios
- Grauman’s Chinese Theatre

## Galeria zdjęć

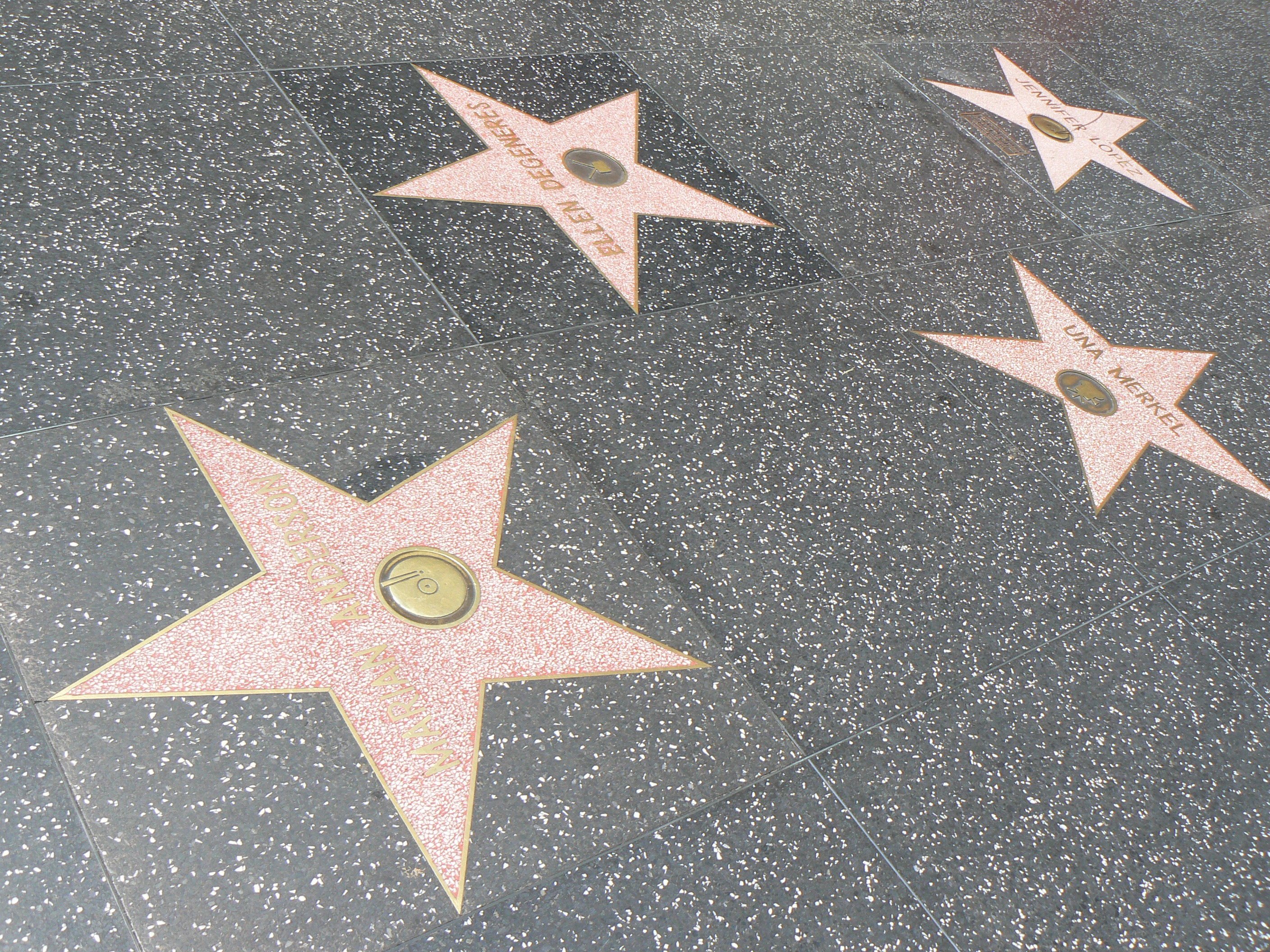
Aleja Gwiazd w Hollywood
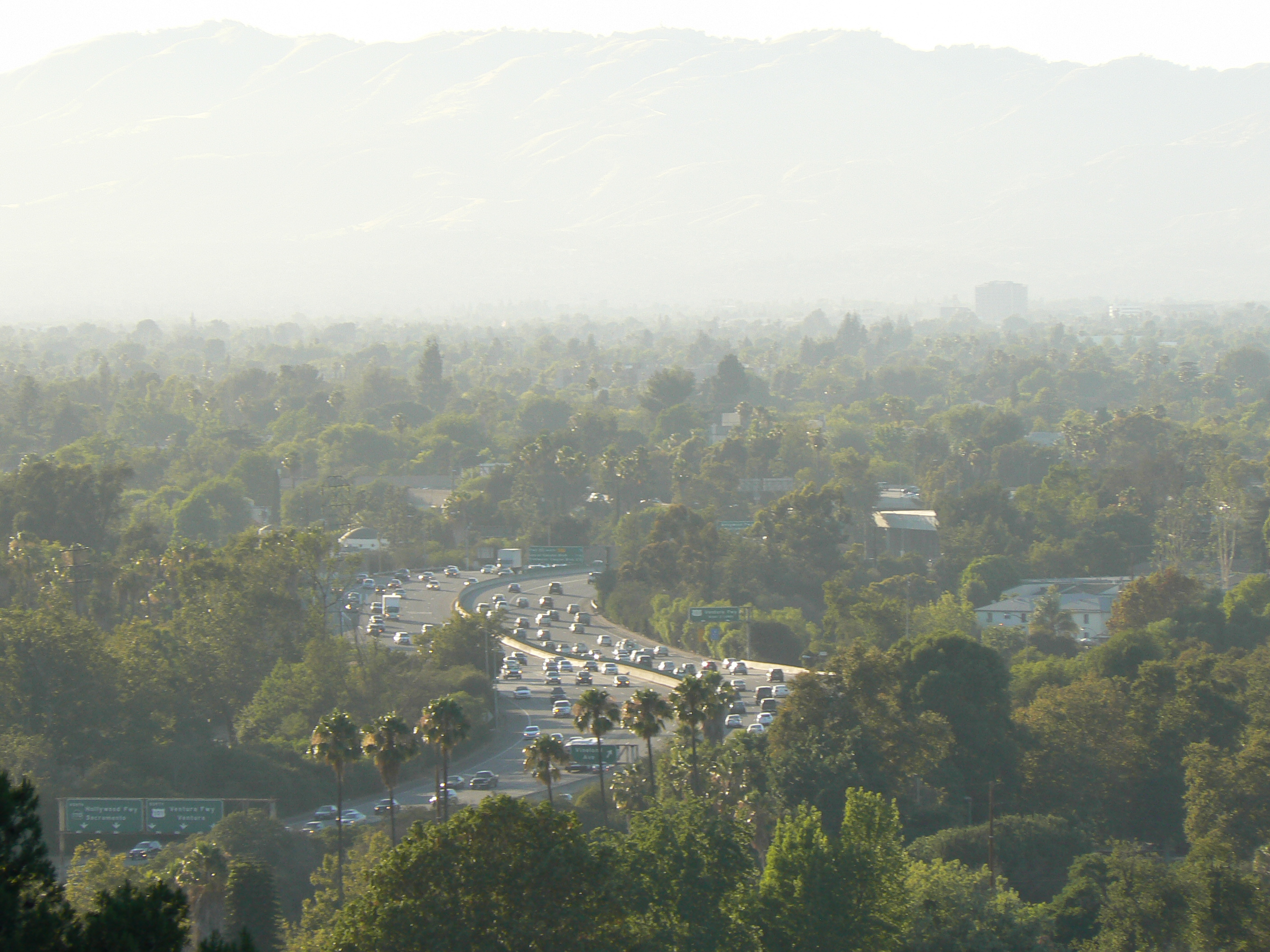
Widok na dzielnicę North Hollywood
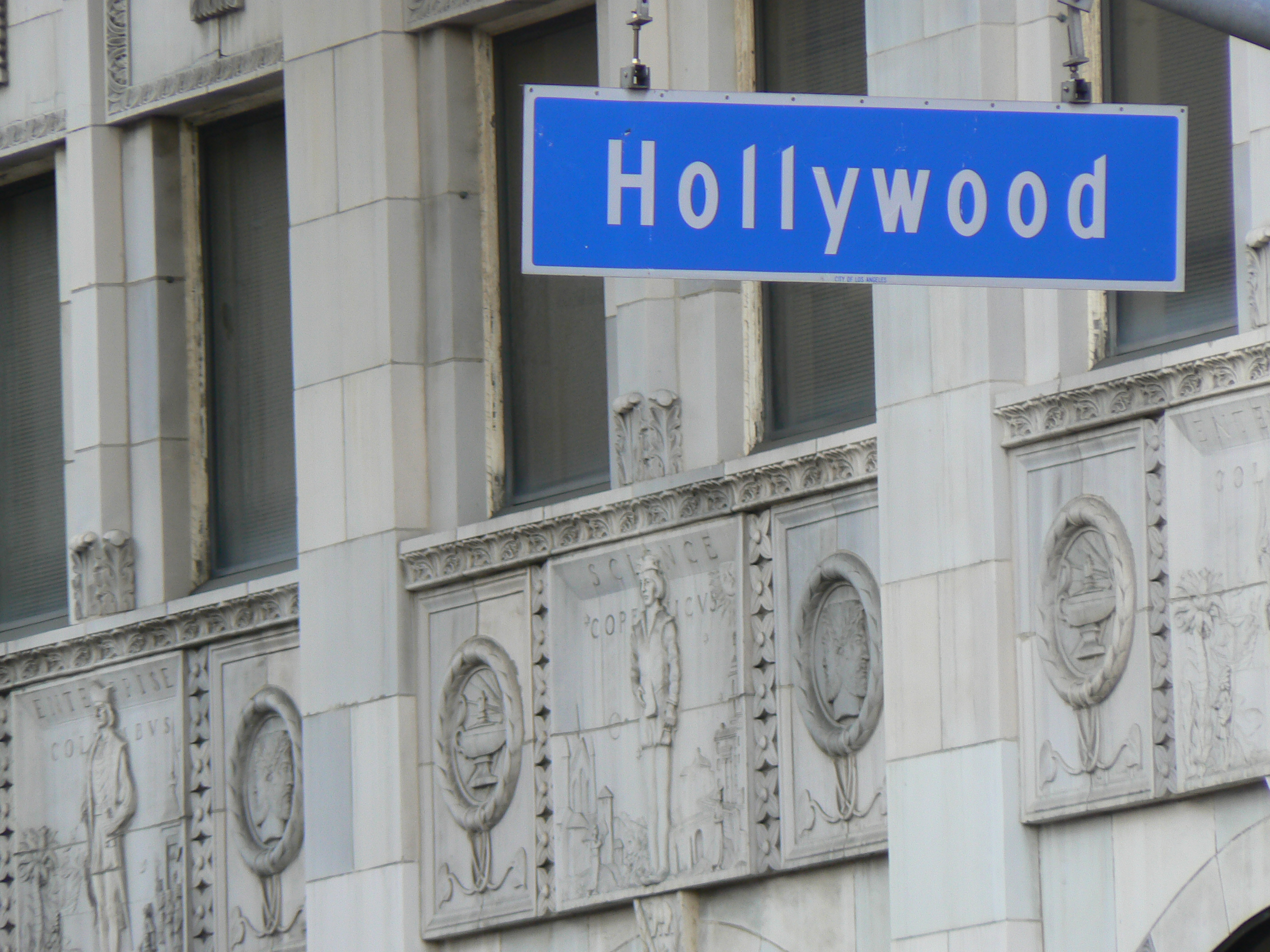
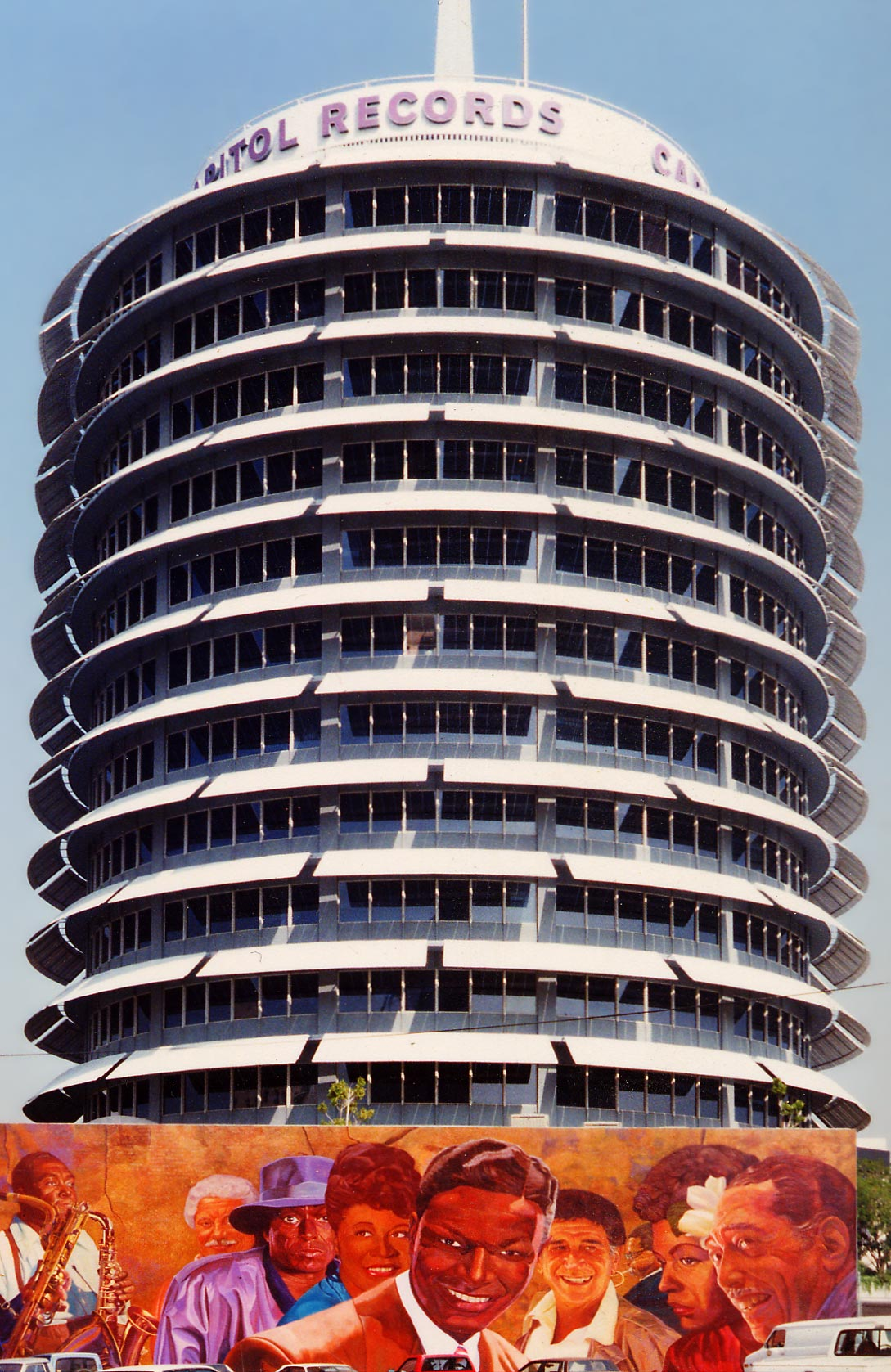
Gmach Capitol Tower, w którym swoją siedzibę ma wytwórnia płytowa Capitol Records
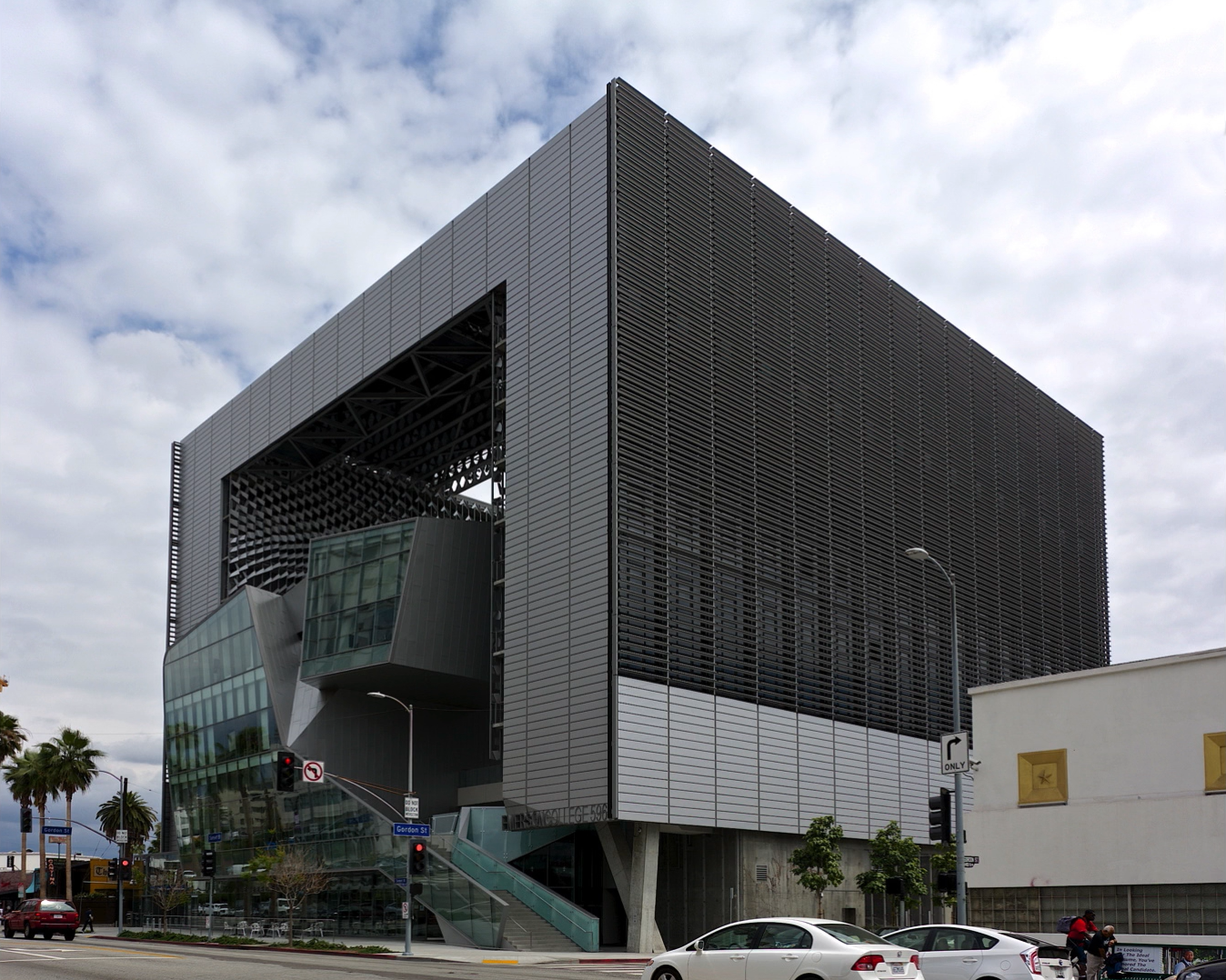
Kampus Emerson College na Sunset Boulevard
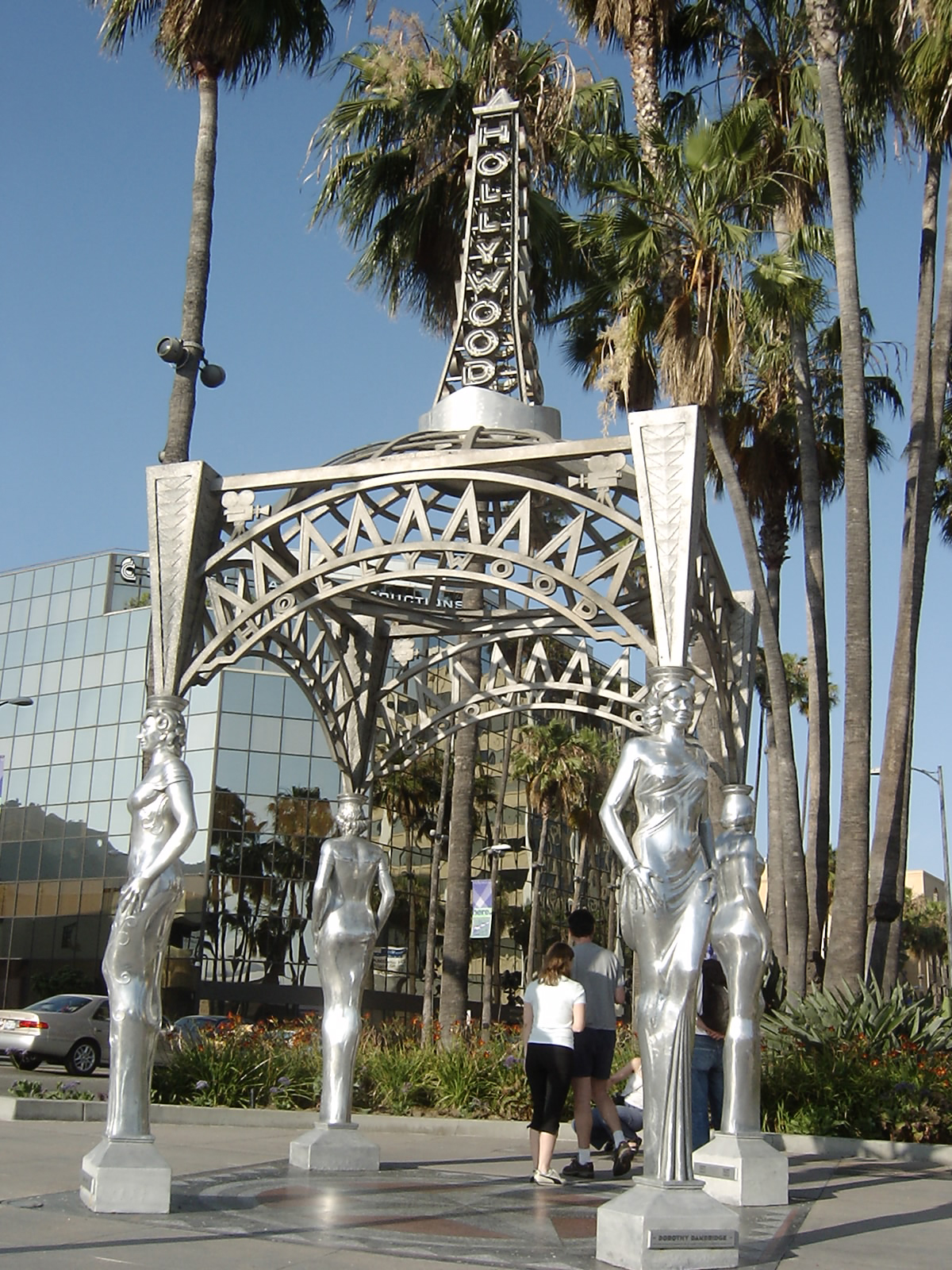
Instalacja artystyczna Four Ladies na bulwarze Hollywood Boulevard
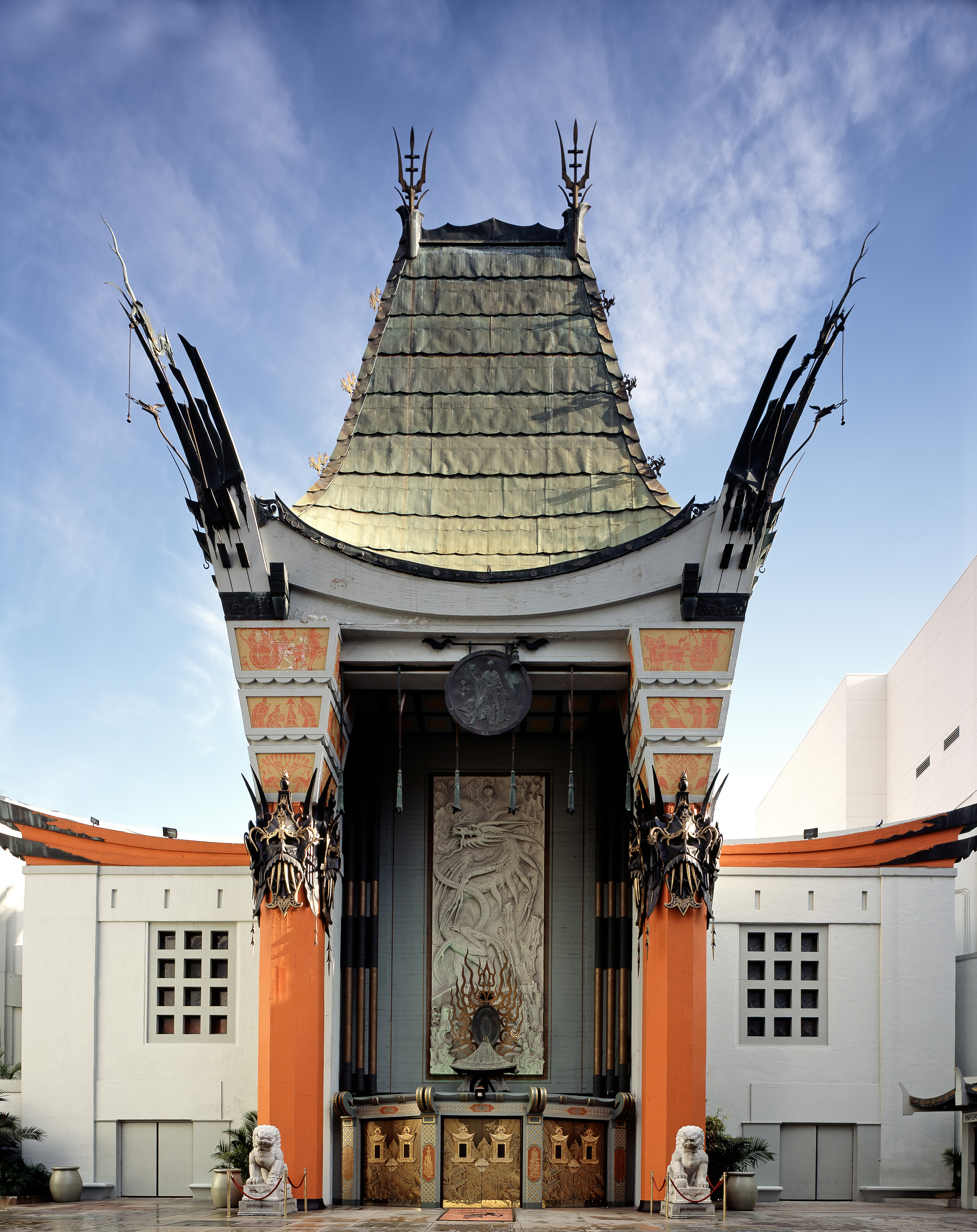
Grauman’s Chinese Theatre (Chiński Teatr Graumana)